# فولویا ۶۰۹
سیارک ۶۰۹ (به انگلیسی: 609 Fulvia، نامگذاری:1906VF) ششصد و نهمین سیارک کشف شده‌است که در ۲۴ سپتامبر ۱۹۰۶ و در هایدلبرگ کشف شد.
قدر مطلق سیارک برابر ۱۰٫۰۰ است.